# Daniel Olbrychski
Daniel Marcel Olbrychski (ur. 27 lutego 1945 w Łowiczu) – polski aktor teatralny i filmowy.
Uznawany za jednego z najwybitniejszych aktorów filmowych i teatralnych swojego pokolenia. Zagrał w blisko 180 filmach kinowych i telewizyjnych. Debiutował w 1963 rolą w filmie Janusza Nasfetera Ranny w lesie. Następnie występował w filmach najpopularniejszych polskich reżyserów, takich jak Andrzej Wajda, Janusz Morgenstern, Kazimierz Kutz, Julian Dziedzina, Krzysztof Zanussi, Jerzy Antczak, Jerzy Hoffman, Janusz Kijowski, Stanisław Bareja czy Krzysztof Kieślowski. W 1970 zaczął występować w produkcjach zagranicznych, zagrał m.in. u Volkera Schlöndorffa, Claude’a Leloucha czy Nikity Michałkowa.
W 2025 powstał film dokumentalny pt. „Pan Olbrychski”, jego polska premiera ma odbyć się w sierpniu.

## Życiorys

### Rodzina i edukacja
Urodził się 27 lutego 1945 w Łowiczu. Jest synem publicysty Franciszka Olbrychskiego (1905–1981) i Klementyny z Sołonowiczów (1909–1995), polonistki i pisarki. Jego ciotką – siostra matki – była Irena Śmiałowska (1908–2019), jedna z najdłużej żyjących Polek. Miał starszego brata, Krzysztofa (1939–2017), który był fizykiem. Dzieciństwo spędził w Czerniewie, Łodzi i Drohiczynie, gdzie debiutował jako aktor występami w przedstawieniach wystawianych w kościele. Uczył się w klasie skrzypiec w szkole muzycznej. Od młodości uprawia boks, trenował też szermierkę, badmintona i judo oraz bieg na 800 m w klubie Lotnik Warszawa. Jednocześnie rozwijał się aktorsko – należał do kółka recytatorskiego Miłośników Starej Warszawy (prowadzonego przez Józefa Małgorzewskiego), a podczas nauki w II Liceum Ogólnokształcącym im. Stefana Batorego w Warszawie zagrał Papkina w szkolnej inscenizacji Zemsty na scenie Teatru Buffo w reż. Jana Cichonia.

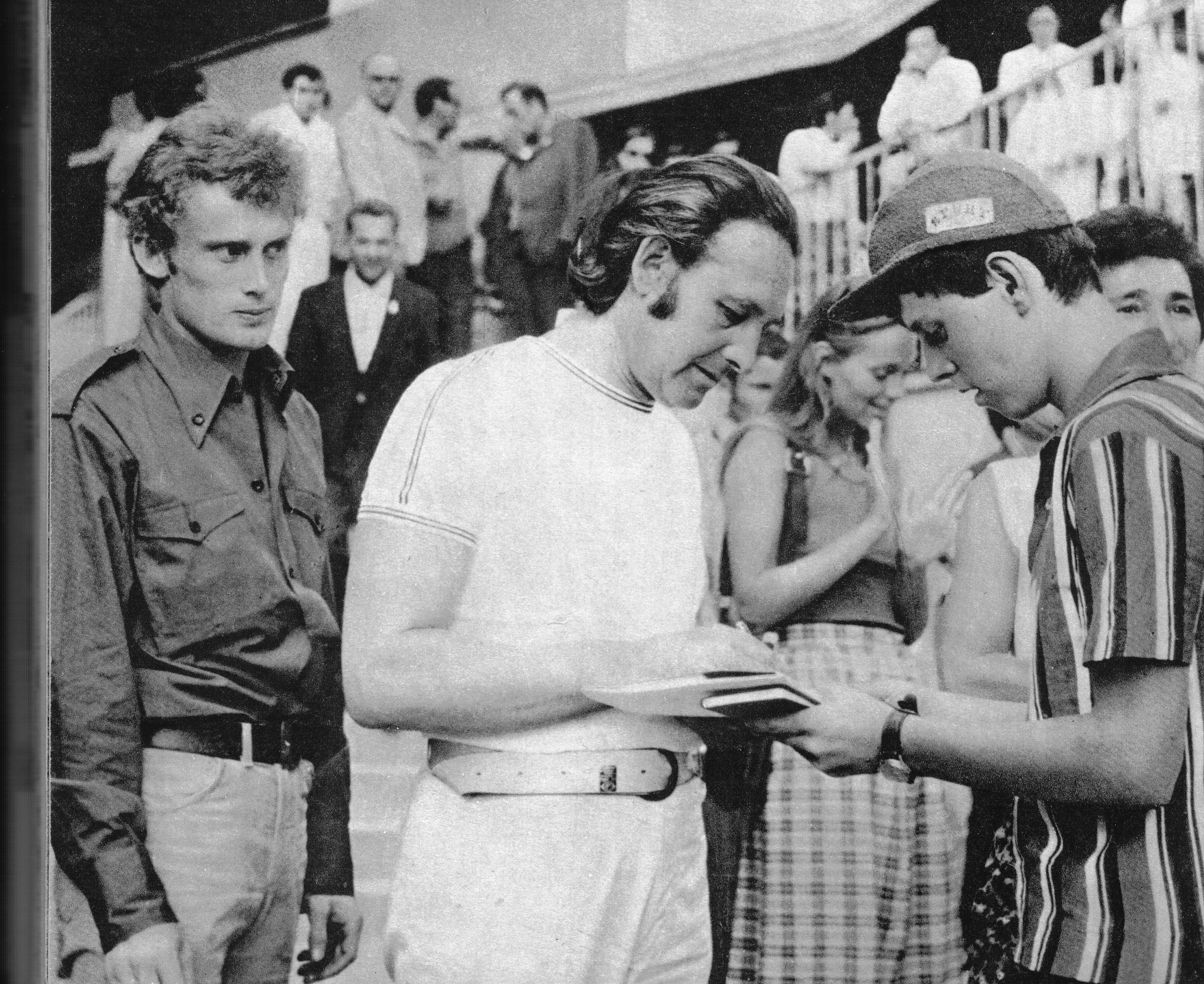
Olbrychski i Andrzej Wajda na Lubuskim Lecie Filmowym (ok. 1970)

Po ukończeniu liceum w 1963 rozpoczął studia w Państwowej Wyższej Szkole Teatralnej w Warszawie, które przerwał w związku z zaangażowaniem się w kolejne projekty filmowe. Aktorski egzamin eksternistyczny złożył dopiero w 1971.

### Kariera zawodowa
13 grudnia 1961 został aktorem zawodowym. Występował wówczas w Młodzieżowym Studiu Poetyckim, realizowanym w Telewizji Polskiej przez Andrzeja Konica, gdzie m.in. zagrał tytułową rolę w Kubie na podstawie Archipelagu ludzi odzyskanych Igora Newerlego. Na początku studiów został dostrzeżony przez reżysera Janusza Nasfetera, który obsadził go w roli Korala w swoim filmie Ranny w lesie według powieści Witolda Zalewskiego. W 1965 zagrał swoją pierwszą dużą rolę – Rafała Olbromskiego w Popiołach Andrzeja Wajdy, a także wystąpił jako podporucznik Stefan „Żbik” Olewicz w dramacie wojennym Janusza Morgensterna Potem nastąpi cisza. Do końca lat 60. zagrał jeszcze kilka głównych ról filmowych: w 1966 – postać Andrzeja w komedii muzycznej Stanisława Barei Małżeństwo z rozsądku (1967) i Tolka Szczepaniaka w Bokserze Juliana Dziedziny, w 1967 – Franka w Skoku Kazimierza Kutza i Marka Arensa w Jowicie Janusza Morgensterna, a w 1968 – studenta w filmie krótkometrażowym Krzysztofa Zanussiego Zaliczenie, Karola XII w Hrabinie Cosel Jerzego Antczaka i Azję Tuhajbejowicza w ekranizacji Pana Wołodyjowskiego w reż. Jerzego Hoffmana. W 1969 został pierwszym laureatem Nagrody im. Zbyszka Cybulskiego. W tym samym roku asystował Andrzejowi Wajdzie podczas kręcenia Polowania na muchy, w którym zagrał drugoplanową rolę malarza, pojawił się w epizodycznej roli porucznika Stefana Sowińskiego w Soli ziemi czarnej Kazimierza Kutza, wystąpił gościnnie w debiutanckim filmie długometrażowym Krzysztofa Zanussiego Struktura kryształu oraz zagrał dwie role teatralne: Gustawa w Ślubach panieńskich (reż. Adam Hanuszkiewicz) na scenie Teatru Powszechnego w Warszawie i Banka w Makbecie (reż. Andrzej Wajda) dla Teatru Telewizji.
W 1970 zagrał główne role w dramatach Wajdy: Bolesława w Brzezinie i Tadeusza w Krajobrazie po bitwie. Dzięki występowi w tym drugim kandydował do nagrody za najlepszą rolę męską podczas 23. Międzynarodowego Festiwalu Filmowego w Cannes, jednak ostatecznie przegrał z Marcello Mastroiannim. Również w 1970 debiutował w zachodnim kinie epizodyczną rolą Siergieja Abramowa w międzynarodowej produkcji Miklósa Jancsó Pacyfistka. W tym samym roku wykreował na scenie Teatru Narodowego w Warszawie tytułowe role w reżyserowanych przez Adama Hanuszkiewicza: Hamlecie i Beniowskim. W 1971 wystąpił u boku Jana Kreczmara w telewizyjnym filmie Krzysztofa Zanussiego Die Rolle, a w 1972 zagrał w kolejnych dwóch filmach Wajdy: Mateusza Lewitę w niemieckim dramacie Piłat i inni i Pana Młodego w ekranizacji Wesela. W 1974 premierę miał Potop Jerzego Hoffmana, w którym zagrał główną postać Andrzeja Kmicica. Mimo że jeszcze przed premierą był krytykowany w prasie za przyjęcie roli w filmie, występ w superprodukcji okazał się jednym z najważniejszych kroków w jego dorobku aktorskim, zapewnił mu najlepsze recenzje oraz największą popularność wśród widzów. Jak sam twierdzi, za występ w filmie zainkasował ok. 150 tys. zł. Następnie zagrał Borowieckiego w ekranizacji Ziemi obiecanej w reż. Andrzeja Wajdy.
W 1976 podpisał się pod „Listem 296”, będącym apelem przedstawicieli kultury o zbadanie represji wobec robotników i członków KOR. Tym samym wyraził publiczne wsparcie dla opozycji do ówczesnej władzy w Polsce, co skutkowało bojkotowaniem go i blokowaniem jego występów przez rządową telewizję. Jeszcze w 1977 wystąpił w roli Stanisława Przybyszewskiego w polsko-norweskiej produkcji Haakona Sandøya Dagny, po czym zrobił sobie kilkumiesięczną przerwę od występów w filmach. Na wielki ekran powrócił rolą Jana Brońskiego w międzynarodowej produkcji Volkera Schlöndorffa Blaszany bębenek (1979), a w czasie kręcenia filmu pracował również na planie psychologicznego melodramatu Andrzeja Wajdy Panny z Wilka, w którym zagrał główną rolę – Wiktora Rubena.

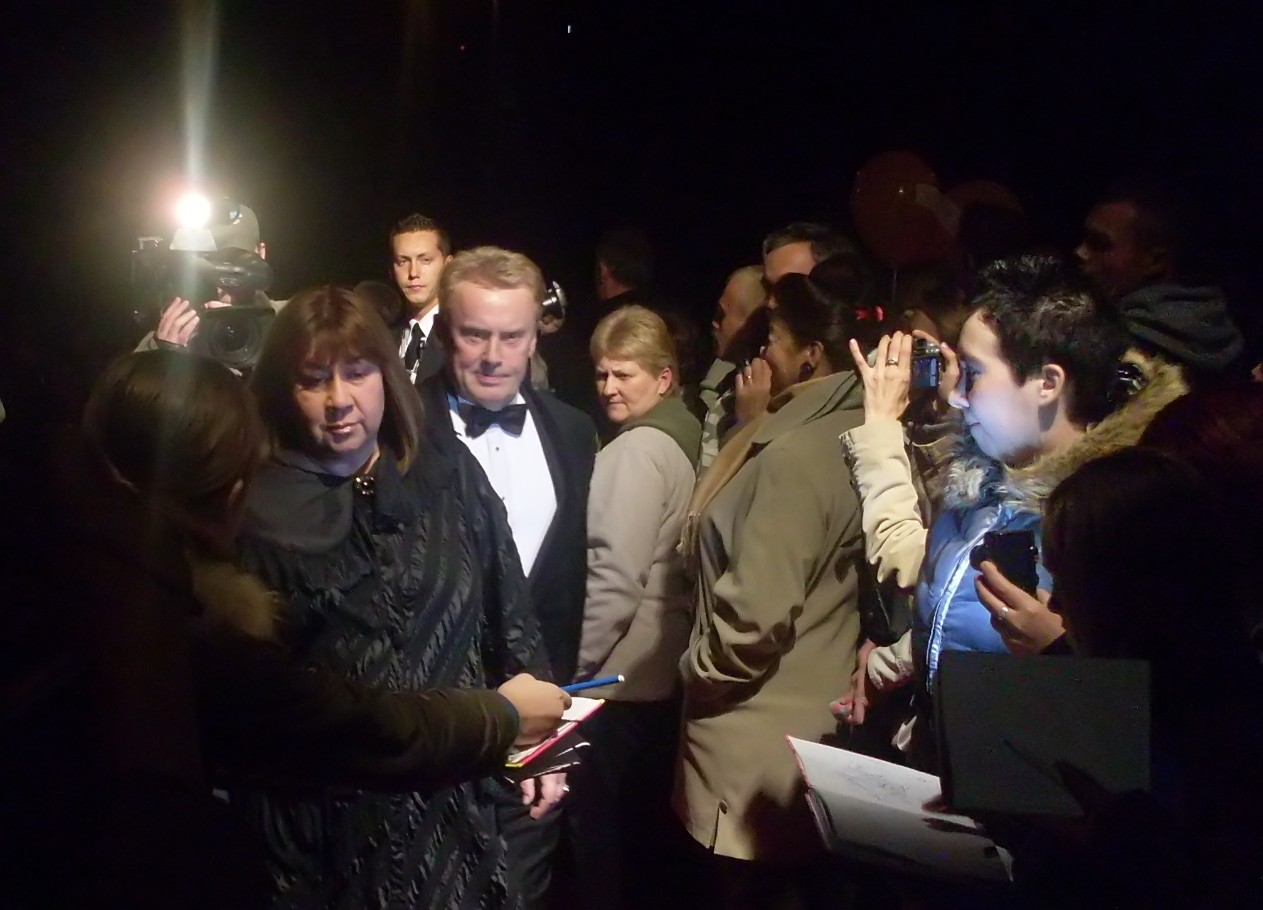
Olbrychski z żoną, Krystyną Demską-Olbrychską na Festiwalu Polskich Filmów Fabularnych w Gdyni 2008.

Na początku lat 80. zaangażował się w działania „Solidarności”, m.in. wygłosił apel poległych podczas organizowanych 16 grudnia 1980 uroczystości odsłonięcia pomnika stoczniowców poległych w Grudniu 1970 w Gdańsku oraz wystąpił w koncertach okolicznościowych, na których zbierano fundusze na sfinansowanie budowy pomnika stoczniowców, a w 1981 podpisał się pod „listem ośmiu” (napisanym przez Józefa Rybickiego do Wojciecha Jaruzelskiego w proteście wobec wprowadzenia stanu wojennego w Polsce), czym naraził się SB. Wkrótce wyjechał do Francji, gdzie występował w roli Heralda von Wullnowa w sztuce Szaleńcy są na wymarciu na scenie Theatre des Amandiers w Nanterre oraz Retta Butlera w Przeminęło z wiatrem w paryskim Theatre Marigny. Pozostając na emigracji, wykreował także kolejne role kinowe: austriackiego dyrygenta Karla Kremera w filmie Claude’a Leloucha Jedni i drudzy, Saint-Genisa w dramacie Josepha Loseya Pstrąg, Saula Portera w filmie Jean-Pierre Igouxa Derelitta oraz jedną z głównych ról w debiutanckiej produkcji Monique Enckell Gdybym miał 1000 lat, a także drugoplanową rolę Wiktorczyka w niemiecko-francuskim filmie wojennym Andrzeja Wajdy Miłość w Niemczech. W 1984 wystąpił w niemiecko-fińskiej koprodukcji Vojtěcha Jasný’ego Nieznośny samobójca, będącej ekranizacją Samobójcy Nikołaja Erdmana, a także zagrał podwójną rolę – braci-bliźniaków Vincenta i Thomasa Delaune – we Flashbacku Olivera Nolina oraz wcielił się w postać radzieckiego szachisty Tac-Taca w nagrodzonym Oscarem dla najlepszego filmu nieanglojęzycznego dramacie Richarda Dembo Przekątna gońca.

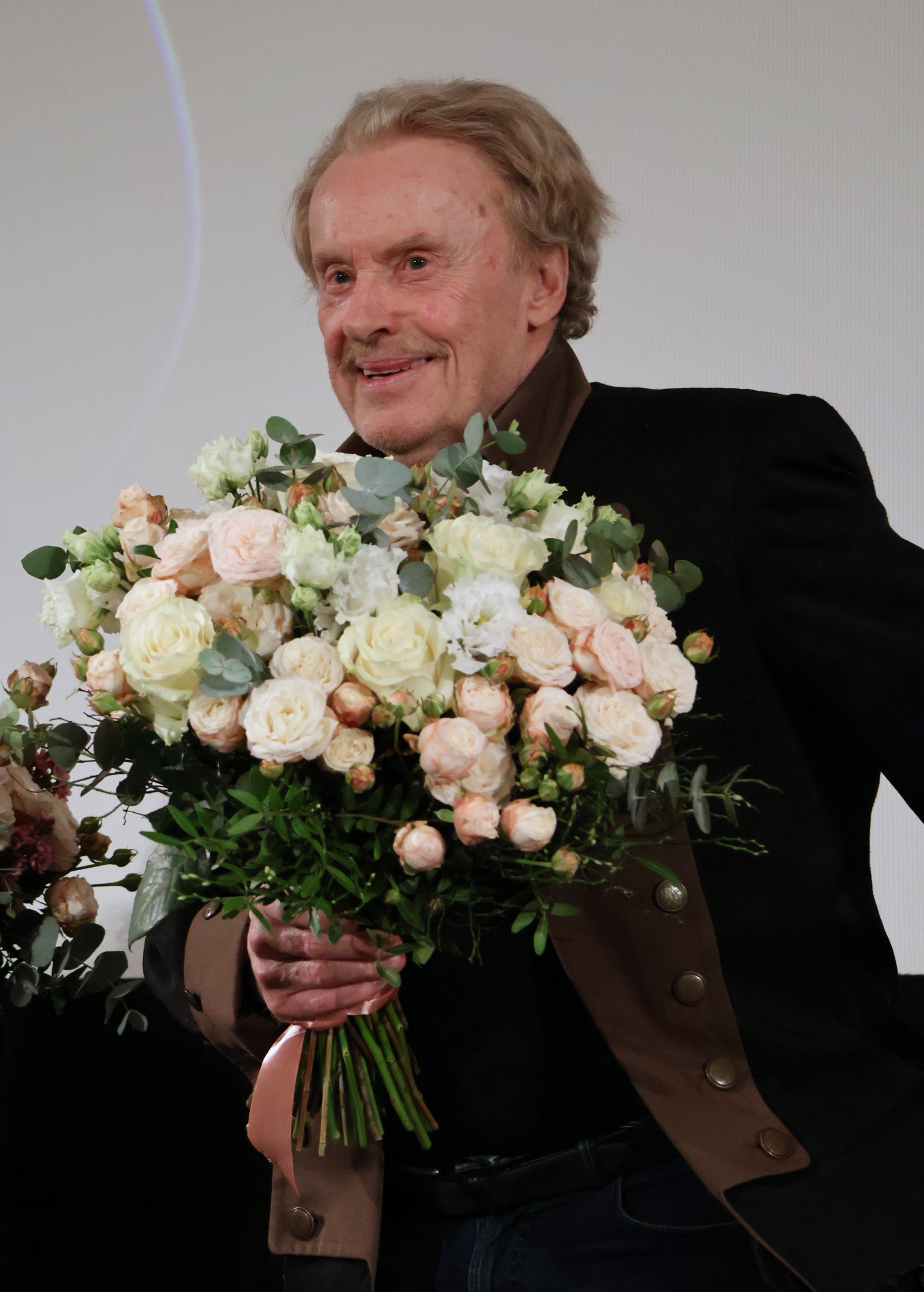
Daniel Olbrychski w dniu swoich 80. urodzin (Warszawa, 27 lutego 2025)

W 1985 powrócił na polską scenę rolą Rodryka w Cydzie wystawianym w Teatrze Ateneum w Warszawie w reż. Adama Hanuszkiewicza, a także po latach przerwy pojawił się w polskim filmie, kreując postać Grzegorza, kierownika ośrodka Monaru w filmie Andrzeja Trzosa-Rastawieckiego …jestem przeciw. Także w 1985 zagrał Daniela, kochanka Chiary we włoskiej komedii Francesco Nuttiego Casablanca, Casablanca. W 1986 wcielił się w Leona Jogichesa w niemiecko-czeskosłowackim filmie biograficznym Róża Luksemburg w reż. Margarethe von Trotty, a także odegrał postać Scope’a, głównego bohatera filmu Piotra Szulkina Ga, ga. Chwała bohaterom i Franza von Schobera w filmie muzyczno-biograficznym Fritza Lehnera Notturno o życiu Franza Schuberta. Za rolę hokeisty Pita Hoefgesa w filmie telewizyjnym Dietera Wedela Kampf der Tiger (1987), reżyserowanym przez Dietera Wedela dla ZDF, zainkasował 120 tys. marek, wówczas najwyższą gażę w historii stacji. W 1988 zagrał Hareda we włoskim miniserialu Tajemnice Sahary, terrorystę w greckim filmie Kostasa Zinirisa To teleftaio stoichima oraz Szpicla w melodramacie Philipa Kaufmana Nieznośna lekkość bytu, a w 1989 zagrał księży w dwóch włoskich filmach: Adama w dramacie Michaela Andersona Przed sklepem jubilera na podstawie utworu Karola Wojtyły o tym samym tytule i Adriana w komedii telewizyjnej Franco Giraldiego Izabella Kłamczucha. Ponadto zagrał epizodyczne role w serialach telewizyjnych Gillesa Béhata: Victora, dziennikarza-alkoholika w jednym z odcinków Wysokiego napięcia (1988) i Rolanda Korsky’ego w Coplanie (1989) oraz wcielił się w postać Karla Gieringa, hitlerowskiego policjanta we włosko-francuskim dramacie wojennym Jacquesa Rouffio Czerwona orkiestra o losach Leopolda Treppera.

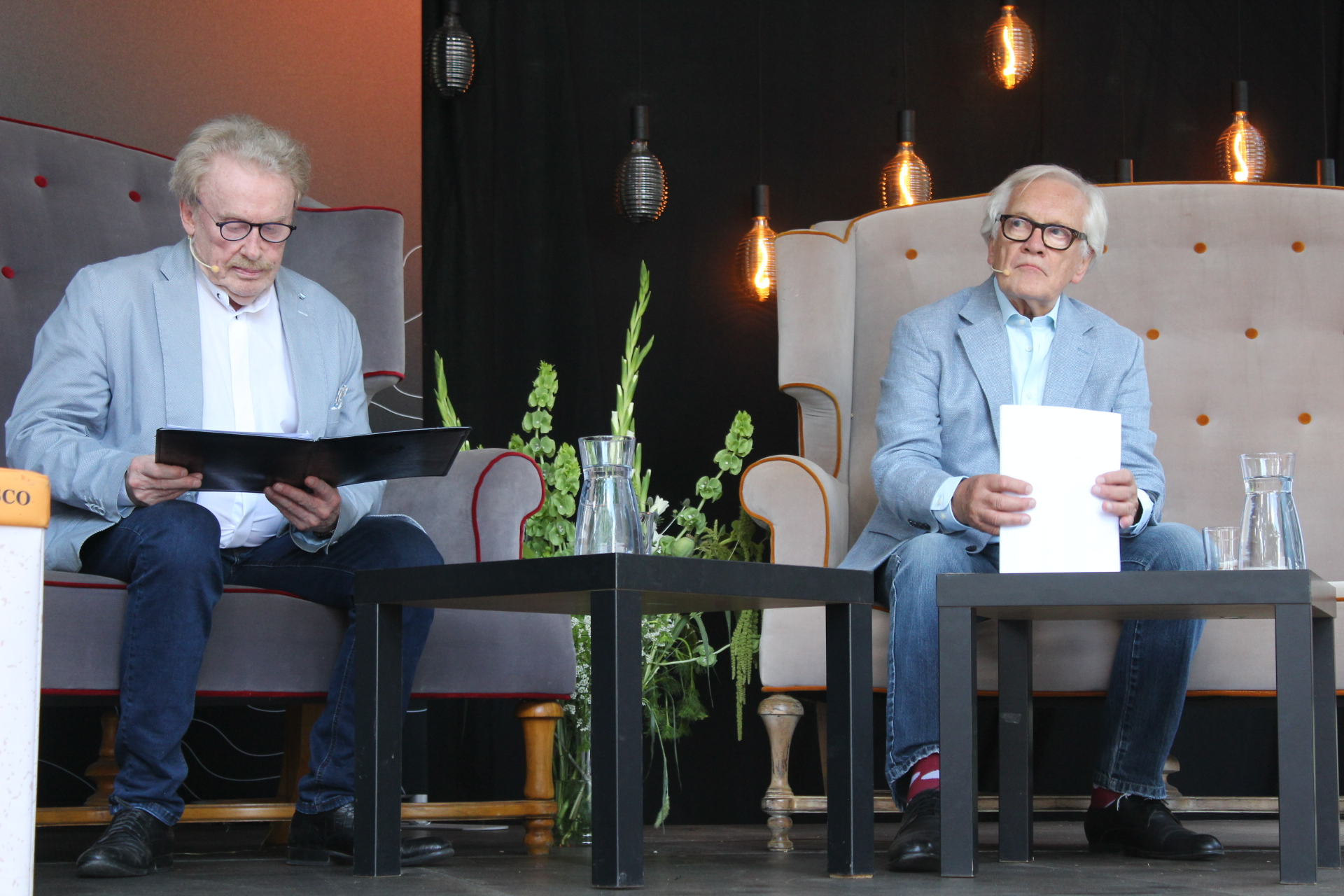
Daniel Olbrychski i Andrzej Seweryn

W 1990 wystąpił na scenie stołecznego Teatru Rampy w przedstawieniu Andrzeja Strzeleckiego Czerwony stoliczek na podstawie wierszy Jana Brzechwy i wcielił się w rosyjskiego choreografa we włoskim miniserialu Rai 1 Passi d’amore. W maju 1992 wydał swoją książkę autobiograficzną pt. Anioły wokół głowy, a w 1997 jej kontynuację – Parę lat z głowy. W 1993 nakręcił zagrał tytułową rolę w spektaklu Księga Krzysztofa Kolumba (reż. Ryszard Nyczka i Wojciech Starostecki) wystawionym na żaglowcu „Dar Pomorza”, zacumowanym przy Skwerze Kościuszki w Gdyni; sztuka została także zarejestrowana i wyemitowana w telewizji. W tym samym roku zagrał główne role filmowe: Rafała Nawrota w komedii romantycznej Radosława Piwowarskiego Kolejność uczuć, Stiepana w polsko-gruzińsko koprodukcji Yolandy Zauberman Mam na imię Iwan, a ty Abraham i mecenasa w komedii Filipa Bajona Lepiej być piękną i bogatą, a także zagrał postać Edmunda Keana w spektaklu Geniusz i szaleństwo (reż. Andrzej Łapicki) w Teatrze Powszechnym w Warszawie i. W 1994 wyprodukował spektakl objazdowy Listy miłosne, w którym przez kilka lat grał z Barbarą Wrzesińską w Polsce oraz za granicą, m.in. w USA i Kanadzie. W tym samym roku wystąpił jako Regimentarz w Śnie srebrnym Salomei (reż. Krzysztof Nazar) w Teatrze Telewizji oraz zagrał naukowca w chłodno przyjętym przez krytyków Transatlantisie (1995) Christiana Wagnera. Nagrał także kasetę pt. Chwasty polskie: klasyki polskiej erotyki, która była wydawana wraz z książką o tym samym tytule. W tym okresie do sprzedaży trafiła wódka „Daniel” sygnowana przez Olbrychskiego, jednak cieszyła się ona znikomym zainteresowaniem wśród klientów. W 1995 zagrał Borysa w debiucie reżyserskim Krystyny Jandy Pestka i tytułowego bohatera w Dziejach mistrza Twardowskiego, ekranizacji powieści Józefa Ignacego Kraszewskiego w reż. Krzysztofa Gradowskiego. 13 października 1995 w Teatrze Rampa w Warszawie odbył się benefis z okazji 50. urodzin Olbrychskiego pt. „Och! Daniel!”, na którym wystąpili m.in. Agnieszka Osiecka, Elżbieta Czyżewska, Zbigniew Preisner, Magda Umer, Edyta Górniak, Maryla Rodowicz i zespół Boys; zarejestrowany program został wyemitowany na antenie TVP1. W 1996 wystąpił m.in. w filmie Claude Leloucha Mężczyźni i kobiety, sposób użycia (fr. Les hommes et les femmes, mode d’emploi) oraz w spektaklu Ronalda Harwooda Odbita sława (reż. Janusz Zaorski) dla Teatru Telewizji. W 1997 premierę miał film Livii Gyármathy Ucieczka, w którym zagrał główną rolę nadporucznika. Zagrał także postać Kopnowskiego, rosyjskiego arystokraty polskiego pochodzenia w filmie Nikity Michałkowa Cyrulik syberyjski (1998), którego budżet wynosił ok. 28 mln dol. W 1998 premierę miał spektakl Teatru Telewizji Ksiądz Marek (reż. Krzysztof Nazar), w którym zagrał postać Kossakowskiego.
Wystąpił jako on sam oraz Kmicic w ostatnim, ósmym odcinku programu dokumentalnego Było, nie było, poświęconym obronie Jasnej Góry. To produkcja TVN dla Discovery TVN Historia z 2008 roku, autorstwa Michała Wójcika i Macieja Łubieńskiego.
W 2010 zagrał rolę drugoplanową w filmie pt. Salt u boku Angeliny Jolie oraz uzyskał dyplom magistra w Akademii Teatralnej im. Aleksandra Zelwerowicza w Warszawie. Jesienią 2012 dołączył do obsady telenoweli TVP1 Klan.
W 2015 zasiadał w jury sekcji „Cinéfondation” na 68. MFF w Cannes.

## Życie prywatne

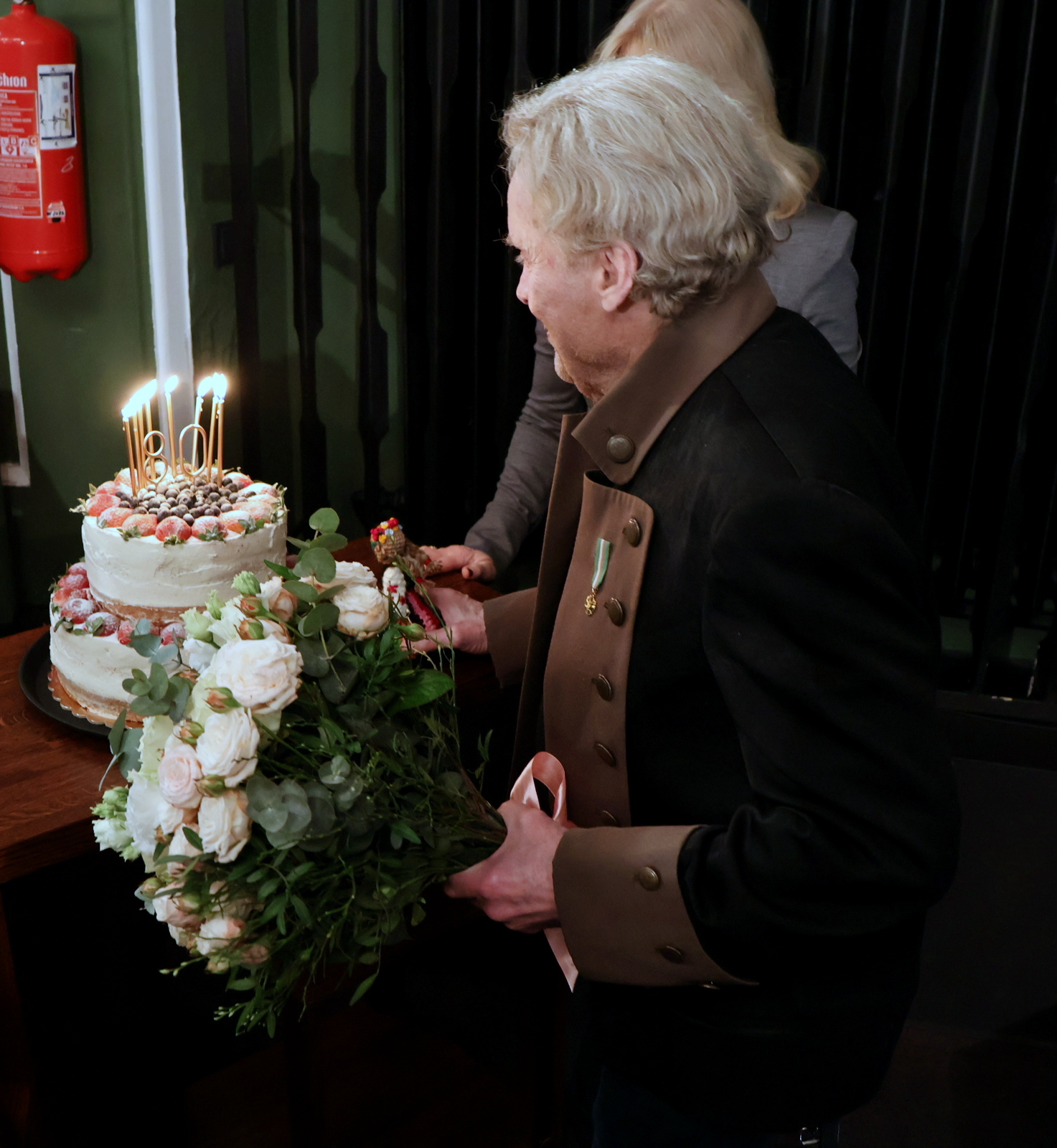
Daniel Olbrychski w dniu swoich 80. urodzin (Warszawa, 27 lutego 2025)

W marcu 1967 poślubił aktorkę Monikę Dzienisiewicz, z którą ma syna, Rafała (ur. 1971). W trakcie małżeństwa przez trzy lata był związany z piosenkarką Marylą Rodowicz, co uchodziło za jeden z najsłynniejszych romansów Polski lat 70. Po rozstaniu z Rodowicz rozwiódł się z żoną. 13 lutego 1978 poślubił dziennikarkę Zuzannę Łapicką, z którą ma córkę Weronikę (ur. 1981). Z pozamałżeńskiego związku z aktorką Barbarą Sukową ma syna, Wiktora (ur. 1988). W 1989 rozwiódł się z Zuzanną Łapicką-Olbrychską. 23 października 2003 poślubił swoją menedżerkę, teatrolożkę Krystynę Demską.
Przez wiele lat mieszkał we Francji, posługuje się biegle językiem francuskim. Ponadto komunikuje się w językach rosyjskim, włoskim i angielskim.
Został członkiem honorowego komitetu poparcia Bronisława Komorowskiego przed wyborami prezydenckimi w Polsce w 2015.
W latach 90. zdiagnozowano u niego nowotwór skóry, co skutkowało koniecznością operacji.
Olbrychski trzykrotnie tracił prawo jazdy za poruszanie się samochodem pod wpływem alkoholu. W czerwcu 2015 rutynowa kontrola policyjna wykazała, że Daniel Olbrychski prowadził samochód w stanie nietrzeźwości – badanie alkomatem wykazało 0,9 promila alkoholu w organizmie. W konsekwencji ukarano go 3-letnim zakazem prowadzenia pojazdów oraz 10 000 zł grzywny. W listopadzie 2019 w Żółwinie, jadąc środkiem drogi nieoświetlonym skuterem, zderzył się z samochodem.
Mieszka w Podkowie Leśnej. W jego domu znajduje się prywatna salka bokserska im. Leszka Drogosza.

## Inwigilacja ze strony służb specjalnych PRL
Wydział III Komendy Stołecznej Milicji Obywatelskiej rozpracowywał Daniela Olbrychskiego w ramach Sprawy Operacyjnego Rozpracowania o kryptonimie „Kmicic”. Zbierano materiały mające wykazać jego wrogą wobec PRL działalność lub pozwolić na pozyskania go do współpracy w charakterze tajnego współpracownika na podstawie tzw. materiałów kompromitujących. Powodem zainteresowania służb specjalnych był fakt, że Daniel Olbrychski w 1977 podpisał apel Komitetu Obrony Robotników o powołanie komisji sejmowej do zbadania przypadków maltretowania uczestników protestów czerwcowych i łamania prawa przez MO, SB i wymiar sprawiedliwości. 6 lutego 1978 SOR „Kmicic” została zamknięta z powodu zaniechania wrogiej działalności „figuranta”, jednak jeszcze w 1983 Służba Bezpieczeństwa otrzymywała doniesienia tajnych współpracowników na jego temat. Dokumenty z jego obserwacji zachowały się w Archiwum Instytutu Pamięci Narodowej pod sygnaturami AIPN 00170/60, AIPN 00945/2185 oraz AIPN 01322/1022.

## Filmografia
| Filmy fabularne     |                                       |                                                   |                                            |
| Rok                 | Tytuł                                 | Rola                                              | Reżyseria                                  |
| 1963                | Ranny w lesie                         | Koral                                             | Janusz Nasfeter                            |
| 1965                | Popioły                               | Rafał Olbromski                                   | Andrzej Wajda                              |
| 1965                | Potem nastąpi cisza                   | podporucznik Olewicz                              | Janusz Morgenstern                         |
| 1966                | Bokser                                | Tolek                                             | Julian Dziedzina                           |
| 1966                | Małżeństwo z rozsądku                 | Andrzej                                           | Stanisław Bareja                           |
| 1967                | Skok                                  | Franek                                            | Kazimierz Kutz                             |
| 1967                | Jowita                                | Arens                                             | Janusz Morgenstern                         |
| 1968                | Zaliczenie                            | student                                           | Krzysztof Zanussi                          |
| 1968                | Przekładaniec                         | rzecznik (głos)                                   | Andrzej Wajda                              |
| 1968                | Hrabina Cosel                         | Karol XII                                         | Jerzy Antczak                              |
| 1968                | Wszystko na sprzedaż                  | Daniel                                            | Andrzej Wajda                              |
| 1969                | Struktura kryształu                   | on sam                                            | Krzysztof Zanussi                          |
| 1969                | Sól ziemi czarnej                     | porucznik                                         | Kazimierz Kutz                             |
| 1969                | Polowanie na muchy                    | rzeźbiarz                                         | Andrzej Wajda                              |
| 1969                | Pan Wołodyjowski                      | Azja Tuhajbejowicz                                | Jerzy Hoffman                              |
| 1970                | Wyzwolenie                            | dżokej                                            | Jurij Ozierow                              |
| 1970                | Różaniec z granatów                   | Józek                                             | Jan Rutkiewicz                             |
| 1970                | Góry o zmierzchu                      | Andrzej (głos)                                    | Krzysztof Zanussi                          |
| 1970                | Życie rodzinne                        | Ziemowit                                          | Krzysztof Zanussi                          |
| 1970                | Krajobraz po bitwie                   | Tadeusz                                           | Andrzej Wajda                              |
| 1970                | Agnus Dei                             | Daniel                                            | Miklós Jancsó                              |
| 1970                | Brzezina                              | Bolesław                                          | Andrzej Wajda                              |
| 1970                | Pacyfistka                            | Sergey Abramov                                    | Miklós Jancsó                              |
| 1971                | Die Rolle                             | Piotr                                             | Krzysztof Zanussi                          |
| 1971                | Piłat i inni                          | Mateusz Ewangelista                               | Andrzej Wajda                              |
| 1972                | Wesele                                | Pan Młody                                         | Andrzej Wajda                              |
| 1973                | Rzym chce nowego Cezara               | Klaudiusz                                         | Miklós Jancsó                              |
| 1974                | Potop                                 | Andrzej Kmicic                                    | Jerzy Hoffman                              |
| 1975                | Ziemia obiecana                       | Karol Borowiecki                                  | Andrzej Wajda                              |
| 1976                | Zdjęcia próbne                        | on sam                                            | Agnieszka Holland                          |
| 1976                | Dagny                                 | Stanisław Przybyszewski                           | Haakon Sandøy                              |
| 1979                | Kung-fu                               | Zygmunt                                           | Janusz Kijowski                            |
| 1979                | Panny z Wilka                         | Wiktor Ruben                                      | Andrzej Wajda                              |
| 1979                | Die Blechtrommel                      | Jan Broński                                       | Volker Schlöndorff                         |
| 1980                | Wizja lokalna 1901                    | ksiądz Paczkowski                                 | Filip Bajon                                |
| 1980                | Rycerz                                | Hierofant                                         | Lech Majewski                              |
| 1981                | Z dalekiego kraju                     | dowódca partyzantów                               | Krzysztof Zanussi                          |
| 1981                | Jedni i drudzy                        | Karl Kremer                                       | Claude Lelouch                             |
| 1981                | Upadek Italii                         | Davorin                                           | Lordan Zafranović                          |
| 1982                | Pstrąg                                | Saint-Genis                                       | Joseph Losey                               |
| 1983                | Miłość w Niemczech                    | Wiktorczyk                                        | Andrzej Wajda                              |
| 1984                | Przekątna gońca                       | Tac-Tac                                           | Richard Dembo                              |
| 1984                | Der Bulle & das Mädchen               | Fritz                                             | Peter Keglevic                             |
| 1984                | Bis später, ich muss mich erschießen  | Semion                                            | Vojtěch Jasný                              |
| 1985                | Siekierezada                          | Kątny                                             | Witold Leszczyński                         |
| 1985                | Ga, ga. Chwała bohaterom              | Scope                                             | Piotr Szulkin                              |
| 1985                | Casablanca, Casablanca                | Daniel                                            | Francesco Nuti                             |
| 1985                | …jestem przeciw                       | Grzegorz                                          | Andrzej Trzos-Rastawiecki                  |
| 1986                | Róża Luksemburg                       | Leon Jogiches                                     | Margarethe von Trotta                      |
| 1987                | Nieznośna lekkość bytu                | szpicel                                           | Philip Kaufman                             |
| 1987                | Mosca addio                           | poeta                                             | Mauro Bolognini                            |
| 1988                | Przed sklepem jubilera                | ksiądz Adam                                       | Michael Anderson                           |
| 1988                | Dekalog III                           | Janusz                                            | Krzysztof Kieślowski                       |
| 1989                | La bugiarda                           | Adriano                                           | Franco Giraldi                             |
| 1992                | Długa rozmowa z ptakiem               |                                                   | Krzysztof Zanussi                          |
| 1993                | Kolejność uczuć                       | Rafał Nawrot                                      | Radosław Piwowarski                        |
| 1993                | Lepiej być piękną i bogatą            | mecenas                                           | Filip Bajon                                |
| 1993                | Mam na imię Iwan, a ty Abraham        | Stiepan                                           | Yolande Zauberman                          |
| 1995                | Transatlantis                         | Neuffer                                           | Christian Wagner                           |
| 1995                | Dzieje mistrza Twardowskiego          | Twardowski                                        | Krzysztof Gradowski                        |
| 1995                | Pestka                                | Borys                                             | Krystyna Janda                             |
| 1996                | Dzieci i ryby                         | Franciszek                                        | Jacek Bromski                              |
| 1996                | Mężczyźni i kobiety, sposób użycia    | mężczyzna                                         | Claude Lelouch                             |
| 1996                | Poznań 56                             | profesor w pociągu                                | Filip Bajon                                |
| 1996                | Ucieczka                              | nadporucznik                                      | Lívia Gyarmathy                            |
| 1997                | Ostatni krąg                          | Witold                                            | Krzysztof Zanussi                          |
| 1998                | Cyrulik syberyjski                    | Kopnowski                                         | Nikita Michałkow                           |
| 1999                | Pan Tadeusz                           | Gerwazy Rębajło                                   | Andrzej Wajda                              |
| 1999                | Ogniem i mieczem                      | Tuhaj-bej                                         | Jerzy Hoffman                              |
| 2000                | To ja, złodziej                       | kompozytor Seweryn                                | Jacek Bromski                              |
| 2001                | Przedwiośnie                          | Szymon Gajowiec                                   | Filip Bajon                                |
| 2001                | Gulczas, a jak myślisz...             | rzeźnik znad jeziora (głos)                       | Jerzy Gruza                                |
| 2002                | Zemsta                                | Dyndalski                                         | Andrzej Wajda                              |
| 2003                | Stara baśń                            | Piastun                                           | Jerzy Hoffman                              |
| 2005                | Persona non grata                     | wiceminister spraw zagranicznych                  | Krzysztof Zanussi                          |
| 2007                | Jutro idziemy do kina                 | właściciel kabrioletu                             | Michał Kwieciński                          |
| 2008                | Tylko nie teraz                       | pan Wojtek                                        | Walerij Pendrakowski                       |
| 2008                | Un homme et son chien                 | taksówkarz                                        | Francis Huster                             |
| 2009                | Idealny facet dla mojej dziewczyny    | doktor Gebauer                                    | Tomasz Konecki                             |
| 2009                | Mniejsze zło                          | akowiec                                           | Janusz Morgenstern                         |
| 2009                | Nie opuszczaj mnie                    | Jowisz                                            | Ewa Stankiewicz                            |
| 2009                | Rewizyta                              | Wit                                               | Krzysztof Zanussi                          |
| 2010                | Salt                                  | Oleg Orłow                                        | Phillip Noyce                              |
| 2010                | Szlag trafił sprawiedliwość           |                                                   | Miklós Jancsó                              |
| 2010                | Zimowa córka                          | dziadek                                           | Johannes Schmid                            |
| 2010                | Śluby panieńskie                      | szlachcic                                         | Filip Bajon                                |
| 2011                | Z miłości                             | Radwański                                         | Anna Jadowska                              |
| 2011                | 1920 Bitwa warszawska                 | Józef Piłsudski                                   | Jerzy Hoffman                              |
| 2012                | Bitwa pod Wiedniem                    | Marcin Kazimierz Kątski                           | Renzo Martinelli                           |
| 2012                | Sęp                                   | Bożek                                             | Eugeniusz Korin                            |
| 2012                | Hans Kloss. Stawka większa niż śmierć | oberführer Gunther Werner                         | Patryk Vega                                |
| 2013                | The Hardy Bucks Movie                 |                                                   | Mike Cockayne                              |
| 2014                | Piąte: Nie odchodź!                   | bezdomny                                          | Katarzyna Jungowska                        |
| 2016                | Framed                                | dziekan                                           | Piotr Śmigasiewicz                         |
| 2016                | Marie Curie                           | Emile Amagat                                      | Marie Noëlle                               |
| 2017                | DJ                                    | dziadek                                           | Alek Kort                                  |
| 2018                | Kamerdyner                            | Leo von Trettow                                   | Filip Bajon                                |
| 2018                | Van Gogi                              | Victor                                            | Siergiej Liwniew                           |
| 2019                | Raz, jeszcze raz                      | Sasza                                             | Paweł Czarzasty Krzysztof Zbieranek        |
| 2019                | Mowa ptaków                           | Gustaw                                            | Xawery Żuławski                            |
| 2019                | Polityka                              | szeregowy poseł                                   | Patryk Vega                                |
| Seriale telewizyjne |                                       |                                                   |                                            |
| 1968                | Hrabina Cosel                         | Karol XII (odc.2)                                 | Jerzy Antczak                              |
| 1969                | Przygody pana Michała                 | Azja Tuhajbejowicz (odc. 6-10)                    | Paweł Komorowski                           |
| 1975                | Ziemia obiecana                       | Karol Borowiecki                                  | Andrzej Wajda                              |
| 1980                | Z biegiem lat, z biegiem dni…         | Stanisław Wyspiański (odc. 4)                     | Andrzej Wajda                              |
| 1986                | Biała wizytówka                       | Winston Churchill (odc. 1)                        | Filip Bajon                                |
| 1989                | The Secret of the Sahara              | Hared                                             | Alberto Negrin                             |
| 1990                | Napoleon                              | Józef Poniatowski (odc.3)                         | Krzysztof Zanussi                          |
| 1996                | Dom                                   | on sam (odc. 16)                                  | Jan Łomnicki                               |
| 2000                | Ogniem i mieczem                      | Tuhaj-bej                                         | Jerzy Hoffman                              |
| 2000                | Na dobre i na złe                     | Jan Rapasiewicz (odc. 37)                         | Piotr Wereśniak                            |
| 2000                | 13 posterunek 2                       | reżyser (odc. 31)                                 | Maciej Ślesicki                            |
| 2002                | Wiedźmin                              | Filavander (odc. 7)                               | Marek Brodzki                              |
| 2002                | Przedwiośnie                          | Szymon Gajowiec (odc. 3, 6)                       | Filip Bajon                                |
| 2002                | Samo życie                            | Andrzej Szamajda                                  | różni                                      |
| 2005                | Bulionerzy                            | „Piotr Nowik” w reklamówce (odc. 33)              | Andrzej Kostenko                           |
| 2006–2007           | Fala zbrodni                          | minister Jan Olbrych (odc. 66-89)                 | Filip Zylber                               |
| 2006–2007           | Dwie strony medalu                    | Toni (odc. 1-114)                                 | różni                                      |
| 2006                | Kryminalni                            | Krzysztof Brodecki, ojciec Marka (odc. 59-60)     | Piotr Wereśniak                            |
| 2006                | Daleko od noszy                       | Wiedźmin (odc. 83)                                | Krzysztof Jaroszyński                      |
| 2007                | Plebania                              | on sam (odc. 817)                                 | Iwona Siekierzyńska                        |
| 2008                | Niania                                | Witold Nowacki (odc. 106)                         | Jerzy Bogajewicz                           |
| 2009–2010           | Czas honoru                           | Jerzy „doktor” (odc. 14-29)                       | Michał Kwieciński                          |
| 2009                | Naznaczony                            | trener Malec (odc. 9)                             | Michal Bulik                               |
| 2011–2012           | Komisarz Alex                         | Gustaw Majer, kolega Marka Bromskiego (odc. 1-25) | Robert Wichrowski                          |
| 2012–2014           | Lekarze                               | Gustaw Keller                                     | różni                                      |
| 2012–2016           | Klan                                  | Arkadiusz Nowik                                   | różni                                      |
| 2016                | Świat według Kiepskich                | kapitan (odc. 492)                                | Patrick Yoka                               |
| 2017                | Daleko od noszy. Reanimacja           | Wiedźmin (odc. 6)                                 | Krzysztof Jaroszyński                      |
| 2018                | Pamiątka z Odessy                     | Mathieu Ozon                                      | Oleg Turansky                              |
| od 2018             | Na dobre i na złe                     | Cezary Król                                       | różni                                      |
| 2019–2020           | Pierwsza miłość                       | Olgierd „Wodnik” Gwiazda                          | różni                                      |
| 2022                | Mój agent                             | on sam (odc. 6)                                   | Julia Kolberger                            |
| od 2024             | Teściowie                             |                                                   | Grzegorz Kuczeriszka Krzysztof Jaroszyński |
| od 2025             | Na Wspólnej                           | Juliusz Kwiatkowski                               | różni                                      |

## Polski dubbing

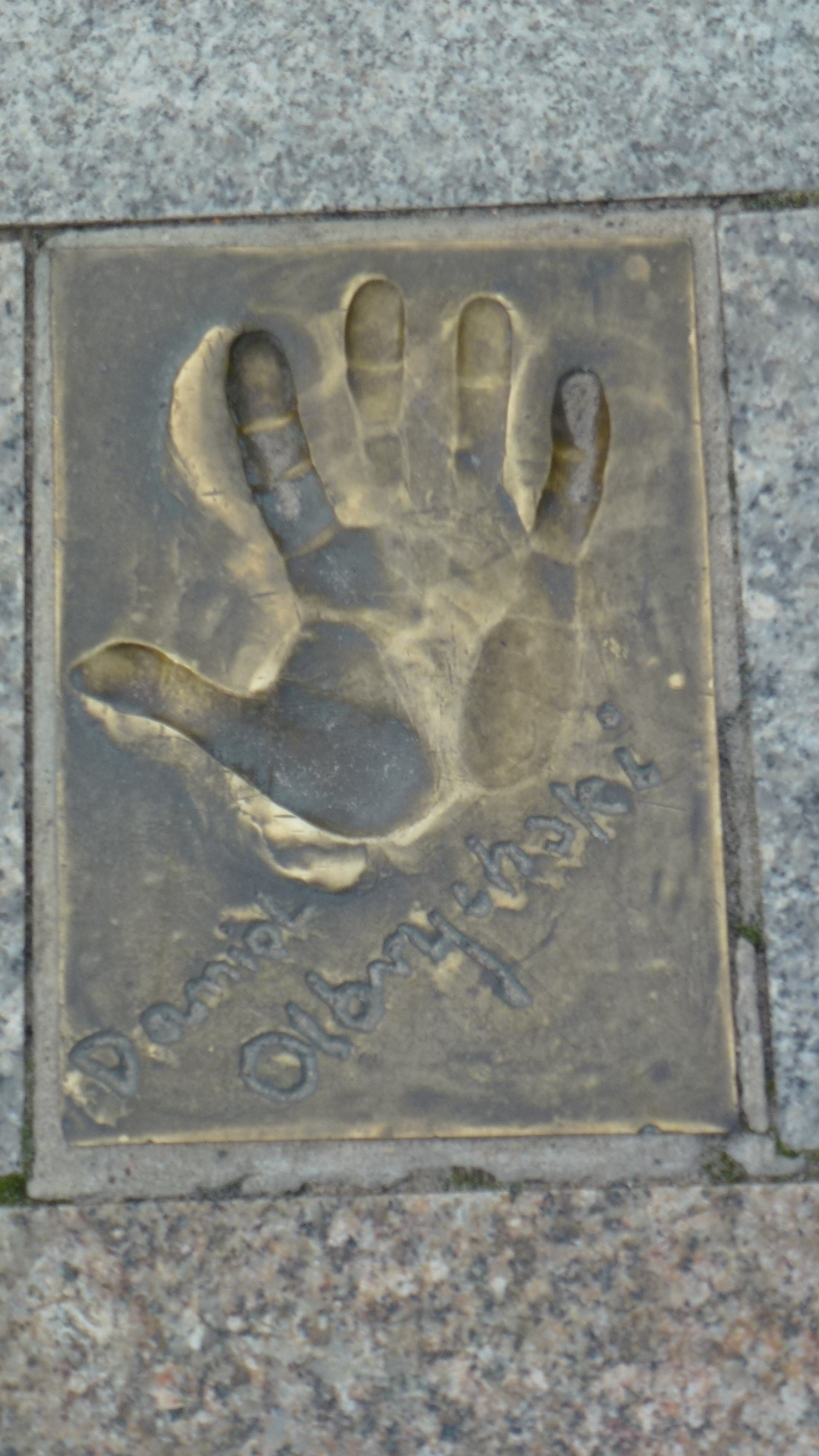
Odcisk dłoni na Promenadzie Gwiazd w Międzyzdrojach

- 1968: Przekładaniec – rzecznik towarzystwa ubezpieczeniowego
- 1970: Góry o zmierzchu – Andrzej
- 2000: Odwrócona góra albo film pod strasznym tytułem – Wit
- 2001: Gulczas, a jak myślisz... – głos rzeźnika znad jeziora
- 2006: Artur i Minimki – Maltazar
- 2006: Auta – Wójt Hudson
- 2006: Heroes 5 – Markal
- 2007: Assassin’s Creed – Al-Mualim, Mistrz Asasynów
- 2008: Asterix na olimpiadzie – Juliusz Cezar
- 2008: Wyprawa na Księżyc 3D – Dziadek
- 2009: Artur i zemsta Maltazara – Maltazar
- 2010: Artur i Minimki 3. Dwa światy – Maltazar
- 2010: ModNation Racers – Szef zespołu
- 2011: Red Orchestra 2: Bohaterowie Stalingradu – Wasilij Iwanowicz Czujkow

## Wydane książki
- Wspominki o Włodzimierzu Wysockim, Wydawnictwo „Zebra” 1990, ISBN 83-85076-07-7.
- Anioły wokół głowy (współpraca: Przemysław Ćwikliński, Jacek Ziarno), Polska Oficyna Wydawnicza BGW 1992, ISBN 83-7066-387-7.
- Chwasty polskie. Klasyki polskiej erotyki (wybór i układ tekstu; Ilustracje Franciszek Starowieyski), Polska Oficyna Wydawnicza BGW 1994, ISBN 83-7066-605-1; wydanie drugie: Grupa Wydawnicza Foksal 2013, ISBN 978-83-7747-902-5.
- Parę lat z głowy, Polska Oficyna Wydawnicza BGW 1997, ISBN 83-7066-689-2.

## Odznaczenia i wyróżnienia

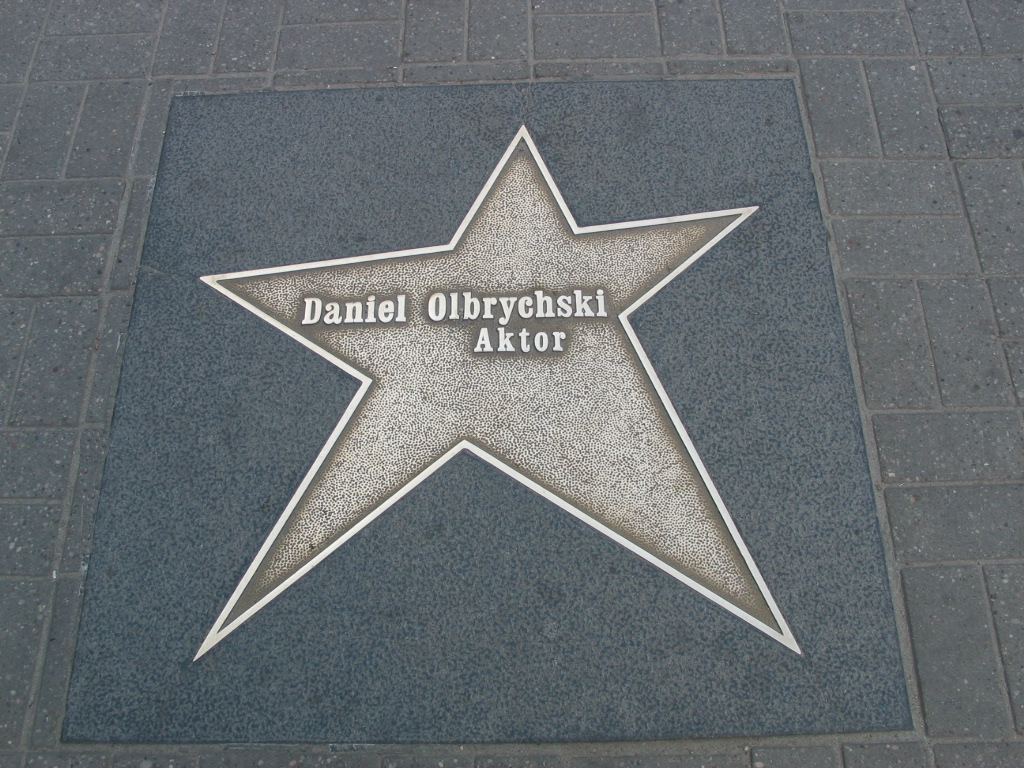
Gwiazda Daniela Olbrychskiego w Alei Gwiazd w Łodzi

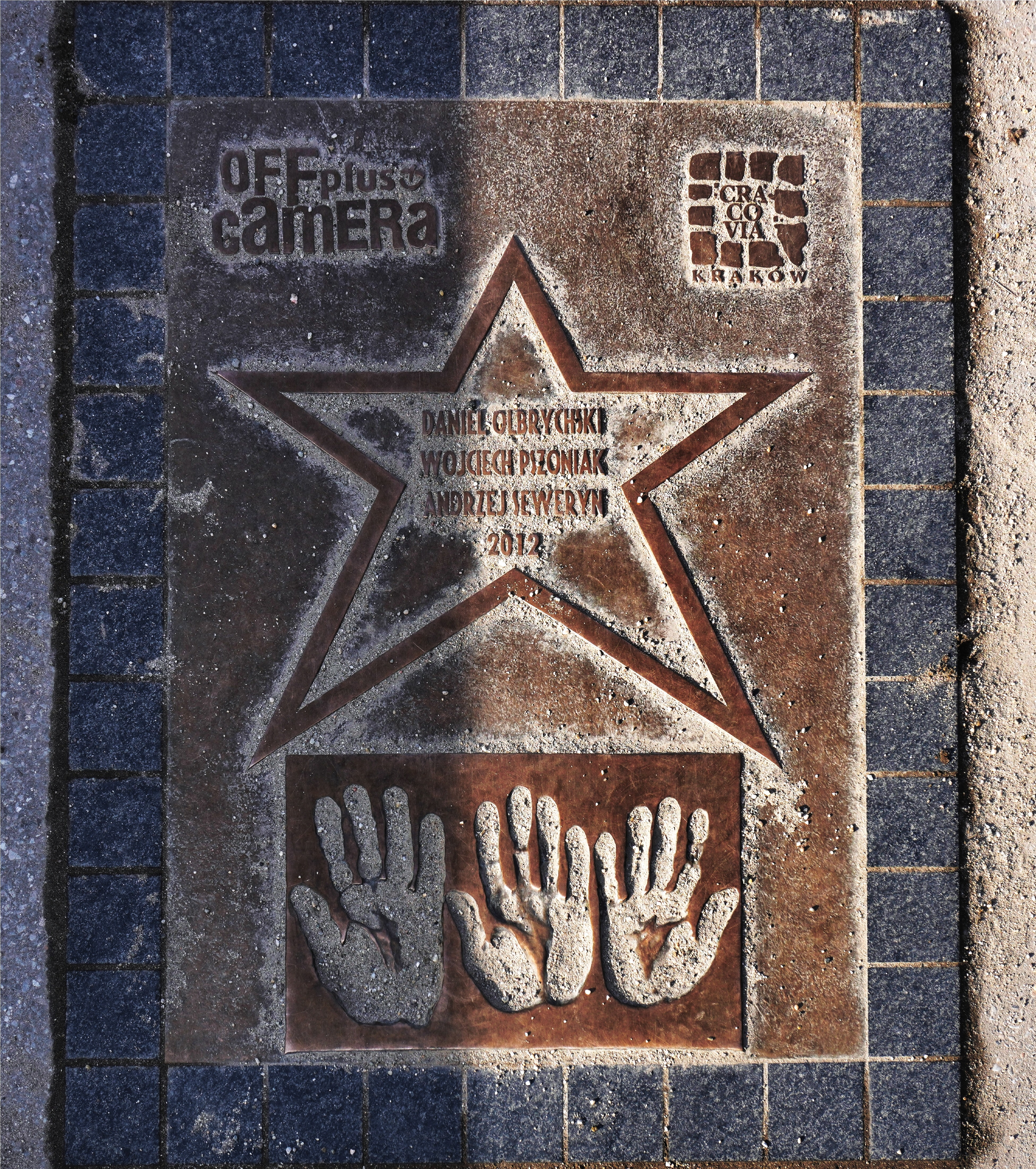
Gwiazda Daniela Olbrychskiego, Wojciecha Pszoniaka i Andrzeja Seweryna na Alei Gwiazd w Krakowie

### Ordery i odznaczenia
- Krzyż Komandorski Orderu Odrodzenia Polski „za wybitne zasługi w pracy artystycznej” (1998)[87]
- Złoty Krzyż Zasługi (1974)[88]
- Złoty Medal „Zasłużony Kulturze Gloria Artis” (2006)[89]
- Odznaka Honorowa „Zasłużony dla Mazowsza” (2024)[90][91]
- Kawaler Legii Honorowej (1986, Francja)
- Komandor Orderu Sztuki i Literatury (1991, Francja)
- Krzyż Zasługi I Klasy Orderu Zasługi RFN (2003, Niemcy)[92]
- Medal Puszkina (2007, Rosja)[93][94]

### Nagrody
- Nagroda na 1. Festiwalu Polskich Filmów Fabularnych w Gdańsku za najlepszą pierwszoplanową rolę męską w filmie Potop (1974)
- Nagroda im. Konstantego Stanisławskiego (29 Międzynarodowy Festiwal Filmowy w Moskwie, czerwiec 2007)
- Nagroda dla Aktora za Szczególny Wkład w Sztukę Filmową (festiwal Plus Camerimage, listopad 2012)[95]
- Doktorat honoris causa Uniwersytetu Opolskiego (11 marca 2013)[96]
- Honorowy Obywatel miasta stołecznego Warszawy (2017)[97]
- Honorowy obywatel Opola (2015)[98]
- Kamień Optymizmu oraz tytuł Aktora NieZwykłego na Festiwalu Filmów-Spotkań NieZwykłych w Sandomierzu (2017)[99]
- Honorowy Obywatel Podkowy Leśnej (2025)[100]

## Oscary
Daniel Olbrychski zagrał w pięciu filmach nominowanych, w tym dwóch nagrodzonych Oscarem dla najlepszego filmu międzynarodowego (nieanglojęzycznego):
1. 1975 Potop (1974)
2. 1976 Ziemia obiecana (1975)[101]
3. 1980 Panny z Wilka (1979)
4. 1980 Blaszany bębenek (1979)
5. 1985 Przekątna gońca (1984)[102]